# Minniza barkhamae
Minniza barkhamae es una especie de arácnido del orden Pseudoscorpionida de la familia Olpiidae.

## Distribución geográfica
Se encuentra en Arabia Saudita.